# 小林茂昭
小林 茂昭（こばやし しげあき、1938年3月5日 - ）は、日本の医学者、医師。専門は脳神経外科。米国脳神経外科学会専門医。前小諸厚生総合病院院長。相澤病院顧問、世界脳神経外科学会連盟名誉会長、信州大学名誉教授。

## 来歴
長野県千曲市出身。長野県上田高等学校を経て、1963年信州大学医学部卒業。脳神経外科を専攻し、在日米軍横須賀海軍病院でのインターンを経て、1965年から6年間メイヨー医科大学院に留学。帰国後は信州大学医学部附属病院で杉田虔一郎に師事し、脳神経外科の手術・研究に従事した。また、ロボット手術の機械を開発し、脳深部の腫瘍や動脈瘤の新たな手術方法を考案するなど脳外科分野の発展に大きく貢献し、米国脳神経外科学会の「国際功労賞」を日本人として初めて受賞。世界脳神経外科学会連盟名誉会長を務め、世界的な医療普及活動にも尽力した。1998年長野オリンピックでは医事責任者を務めた。

## 関連人物
- 杉田虔一郎

## 脚註